# Paratethyszee
De Paratethyszee, Paratethysoceaan of kortweg Paratethys was een grote ondiepe zee uit de geologische periode Neogeen (23 tot 2,6 miljoen jaar geleden), die zich uitstrekte van het Molassebekken ten noorden van de Alpen tot in de buurt van het tegenwoordige Aralmeer in West-Azië. De zee werd in het Oligoceen (vanaf 34 miljoen jaar geleden) gescheiden van de rest van de Tethysoceaan verder naar het zuiden als gevolg van de vorming van de Alpen en Karpaten. Tijdens zijn bestaan was de Paratethys gedurende een aantal perioden weer verbonden met de Tethysoceaan of de restanten daarvan, de Middellandse Zee en de Indische Oceaan. Vanaf het Plioceen (rond 5 miljoen jaar geleden) begon de zee te verlanden en tegenwoordig zijn alleen de Zwarte Zee, Kaspische Zee en het Aralmeer over als restanten.

## Naamgeving en onderzoek
De naam Paratethys werd voor het eerst gebruikt door V.D. Laskarev in 1924. Laskarev bedoelde met Paratethys alleen Neogene sedimentlagen en fossielen, later is de definitie uitgebreid naar het Oligoceen. Dat de Paratethys een afgesloten zee vormde gedurende enkele perioden in de geologische geschiedenis werd afgeleid uit fossiele fauna's van onder andere mollusken, vissen, ostracoden en andere groepen zeedieren. Telkens als de Paratethys of delen ervan door het droogvallen van zeestraten geïsoleerd kwamen te liggen ontwikkelde zich er een aparte fauna, die in de sedimentlagen teruggevonden is. Op die manier is de ontwikkeling van de Paratethys door de tijd heen vrij goed in details bekend.
De sedimentlagen van de Paratethys zijn vanwege de afsluiting van de zee echter moeilijk te correleren met die van andere zeeën en oceanen. De stratigrafie van de Paratethys volgt daarom eigen indelingen in etages, die nog volop gebruikt worden als alternatief voor de officiële geologische tijdschaal van de ICS.

## Ligging en geschiedenis
De Paratethys spreidde zich uit over een groot deel van Centraal-Europa en West-Azië. In het westen werd het Molassebekken ten noorden van de Alpen gedurende bepaalde tijden overstroomd door de Paratethys, verder naar het oosten bedekte de Paratethys het Pannonisch Bekken, het bekken van de Zwarte Zee en verder oostwaarts al het gebied tot het bekken van het Aralmeer.
Dit deel van Eurazië was in het Jura en Krijt bedekt met ondiepe zeeën, die de noordelijke uitlopers waren van de Tethysoceaan. Deze oceaan tussen Gondwana (later Afrika) en Laurazië ontstond tijdens het opbreken van het supercontinent Pangea aan het einde van het Trias (200 miljoen jaar geleden).
De overgang tussen het Eoceen en het Oligoceen (33,9 miljoen jaar geleden) wordt gekenmerkt door een snelle afkoeling van het klimaat en een daling van het eustatisch zeeniveau. Tegelijkertijd bewogen de Afrikaanse en Euraziatische platen naar elkaar toe, waardoor gebergten als de Alpen, Karpaten, Dinarische Alpen, Taurus en Elboers begonnen te vormen. De combinatie van het omhoog komen van de aardkorst en het dalen van het zeeniveau zorgde ervoor dat de Paratethys afgesloten werd van de rest van de Tethys in het zuiden. Ook verbindingen met de Arctische Oceaan (in de vorm van de Toergajstraat) en het Noordzeebekken en de Atlantische Oceaan (in de vorm van een zeestraat ten noorden van de Karpaten) sloten zich in het Vroeg-Oligoceen. Het is echter mogelijk dat er af en toe een connectie bestond tussen de westelijke uitlopers van de Paratethys (in het Molassebekken) en de Rhônegraben (en daarmee de Middellandse Zee) of de Hessische Zeestraat die het Molassebekken met het Noordzeebekken verbond.
In het Vroeg-Mioceen (rond 20 miljoen jaar geleden) steeg het zeeniveau weer en ontstonden er verbindingen tussen de Middellandse Zee en de Paratethys. Deze sloten weer in de loop van het Mioceen. Ook werden regelmatig delen van de Paratethys van elkaar gescheiden. Tijdens de Messinian salinity crisis, het tijdelijk droogvallen van de Middellandse Zee rond 6 miljoen jaar geleden, waren er fases waarin water van de Paratethys naar het Middellandse Zeebekken stroomde. In het Plioceen waren van de Paratethys alleen een aantal onderling niet verbonden binnenzeeën over, zoals een groot brakwaterlichaam in het Pannonisch Bekken, dat wel de Pannonische Zee genoemd wordt. Deze binnenzee wordt als langlevend meer beschouwd. Ook dit en andere overblijfsels van de Paratethys zouden tijdens het Plioceen verder verlanden. Tegenwoordig zijn alleen de Zwarte Zee, de Kaspische Zee en het Aralmeer over van wat eens een enorme binnenzee was.